# 会仙桥
会仙桥，位于中国广东省惠州市博罗县罗浮山朱明洞，为博罗县的一个县级文物保护单位，类型为古建筑，公布时间为1978年。
会仙桥的历史年代为清代。
- 注： 香港元朗區十八鄕也有一座八仙橋，是香港法定古蹟.